# Torge Schmidt

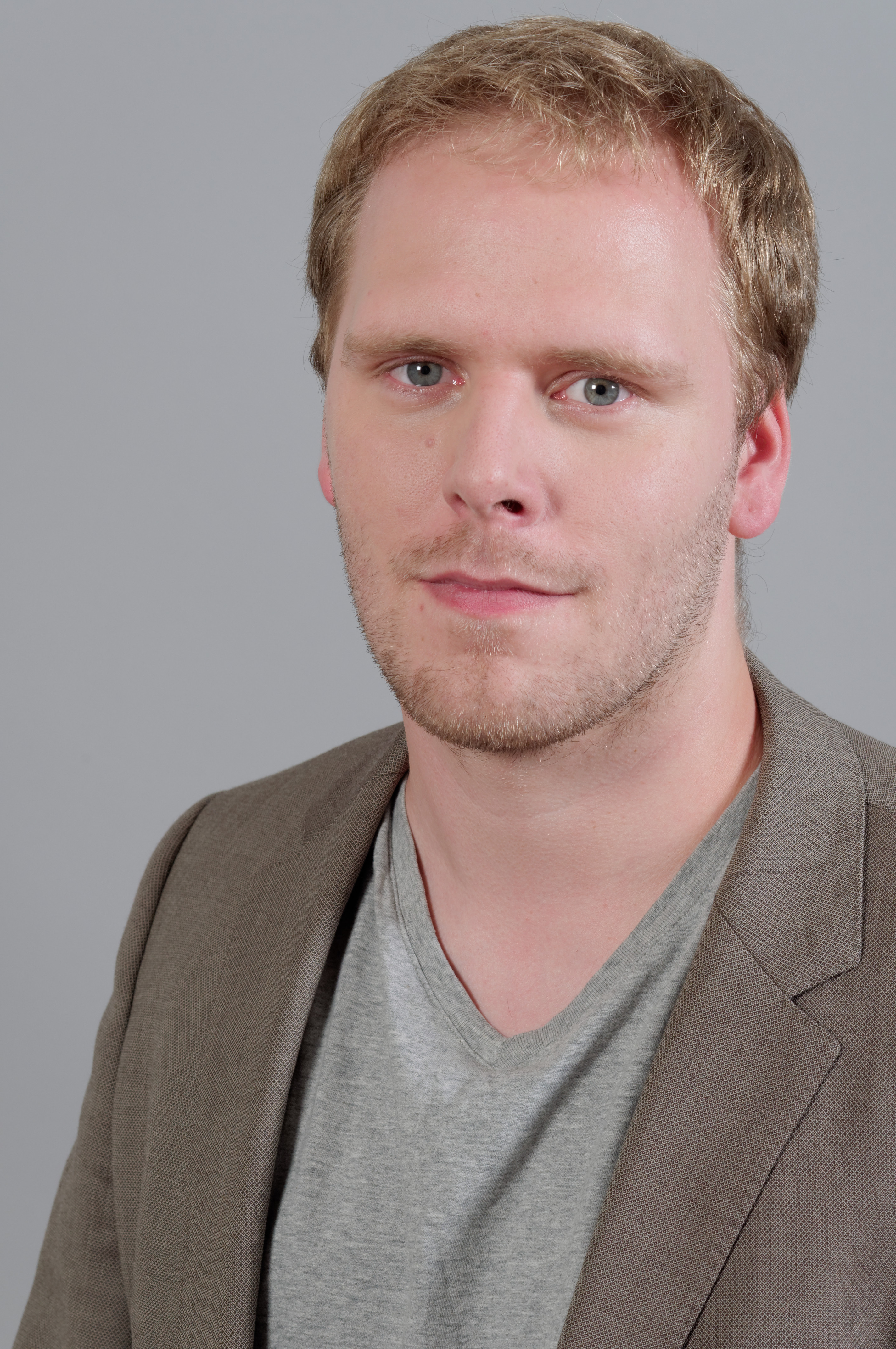
Torge Schmidt (2013)

Hendrik Torge Schmidt (* 30. Juli 1988 in Itzehoe) ist ein deutscher Politiker (Bündnis 90/Die Grünen) (bis 2017 Piratenpartei Deutschland).
Von 2012 bis 2017 war Schmidt Abgeordneter des Schleswig-Holsteinischen Landtages und von Mai 2013 bis zum April 2016 Fraktionsvorsitzender der Piratenfraktion.
Seit 2023 ist er 2. stellv. Bürgermeister von Kronshagen  und seit 2024 Vorstandssprecher des Kreisverbandes Rendsburg-Eckernförde von (Bündnis 90/Die Grünen).

## Biografie
Schmidt ist ausgebildeter Groß- und Außenhandelskaufmann und studiert seit dem Wintersemester 2010 Wirtschaftsinformatik an der Fernuniversität Hagen. Beruflich hat er nach eigenen Angaben „viel mit erneuerbaren Energien wie Photovoltaik- und Biogasanlagen zu tun“.

## Politisches Engagement
Schmidt trat im Juni 2009 der Piratenpartei bei. Er war vom 11. Juli 2010 bis zum 24. Juni 2012 Stellvertretender Vorsitzender im Landesvorstand Schleswig-Holstein. Am 9. Oktober 2011 wurde er auf den Listenplatz 1 der Partei für die Landtagswahlen 2012 in Schleswig-Holstein gewählt und somit bei der Wahl am 6. Mai 2012 in den Schleswig-Holsteinischen Landtag. Wie Sven Krumbeck war er einer von sechs Jungen Piraten mit Sitz in einem Landesparlament.
Sein Stiefvater Hans-Heinrich Piepgras, ehemaliger Vorsitzender im Vorstand des Landesverbandes, kandidierte als Direktkandidat für den Wahlkreis Elmshorn und auf Platz 7, seine Mutter Birgitt Piepgras auf Platz 9 der Landesliste. Beide Eltern zogen damit nicht in den Landtag ein.
Bereits am Wahlabend kündigte Schmidt im NDR Fernsehen an, dass die Piratenpartei möglicherweise in Abhängigkeit von Gesprächen ein Regierungsbündnis aus SPD, Grünen und SSW (die so genannte Dänen-Ampel) tolerieren könne – SPD, Grüne und SSW verfügten zusammen im Landtag nur über eine hauchdünne Mehrheit von einem Sitz.
Am 21. Mai 2012 wurde er in der neu gegründeten Landtagsfraktion zum Parlamentarischen Geschäftsführer gewählt. Die Bezüge für den Geschäftsführer, die zusätzlich zur Abgeordnetenentschädigung ausgezahlt werden, wollte Schmidt nicht annehmen oder gegebenenfalls spenden. Sie gelten aus Sicht der Piraten als verfassungswidrig.
Wie die meisten Mitglieder der Piratenpartei ordnete er sich eher als links denn rechts und eher als libertär als autoritär ein. Von rechtsextremistischen Mitgliedern setzte er sich klar ab, dies seien „irrlichternde Individuen, welche die Offenheit der Partei für ihre Zwecke ausnutzen wollen“.
Vom 21. Mai 2013 bis zum 12. April 2016 war Torge Schmidt Fraktionsvorsitzender der Piratenfraktion und danach stellvertretender Vorsitzender der Fraktion. Zur Landtagswahl 2017 wollte er nicht mehr kandidieren und ein Studium beginnen. Am 18. Juni 2017 gab er auf seinem Blog seinen Austritt aus der Piratenpartei bekannt.